# Кальтіньяга
Кальтіньяга, Кальтіньяґа (італ. Caltignaga, п'єм. Caltignaga) — муніципалітет в Італії, у регіоні П'ємонт,  провінція Новара.
Кальтіньяга розташована на відстані близько 510 км на північний захід від Рима, 90 км на північний схід від Турина, 8 км на північ від Новари.
Населення — 2587 осіб (2014).
Щорічний фестиваль відбувається 26 травня. Покровитель — San Bovo.

## Демографія
Населення за роками:

Станом на 1 січня 2023 року в муніципалітеті офіційно проживало 138 іноземців з 20 країн, серед них 22 громадяни країн Євросоюзу та 10 громадян України.

## Сусідні муніципалітети
- Беллінцаго-Новарезе
- Бріона
- Камері
- Момо
- Новара
- Сан-П'єтро-Мозеццо